# Psychotria roseotincta
Psychotria roseotincta är en måreväxtart som beskrevs av Spencer Le Marchant Moore. Psychotria roseotincta ingår i släktet Psychotria och familjen måreväxter. Inga underarter finns listade i Catalogue of Life.